# Óblast autónomo Checheno-Ingusetio
El Óblast Autónomo Checheno-Ingusetio (en ruso: Чечено-Ингушская автономная область), u Óblast Autónomo de Chechenia e Ingusetia, fue una entidad territorial administrativa autónoma de la RSFS de Rusia creada el 15 de enero de 1934 por la fusión de los óblast autónomos de Chechenia e Ingusetia. Su capital era Grozni.
Su estatus se elevó a la de República Autónoma Socialista Soviética de Chechenia-Ingusetia el 5 de diciembre de 1936.